# Philippe Jeantot
Philippe Jeantot, né le 8 mai 1952 à Tananarive, est un navigateur à la voile français et le créateur du Vendée Globe, course à la voile en solitaire autour du monde. Il fait partie de cette génération de coureurs qui ont largement contribué au développement de l’activité nautique en France, qui ont amélioré l’image de la voile et des chantiers français.

## Biographie
Philippe Jeantot a d'abord été plongeur à la Comex sur des plates-formes pétrolières. En 1977, il participe à la plongée Janus IV au cours de laquelle deux plongeurs atteignent la profondeur record de 501 mètres,.
Dans l'objectif d'une circumnavigation en solitaire, il a construit un voilier en acier de 44 pieds (13,40 m). Après deux ans de croisière, il découvre et s'inscrit au premier BOC Challenge de 1982-1983.
Sponsorisé par le Crédit agricole, il fait construire pour cette course un voilier sur plan Guy Ribadeau-Dumas et gagne l'épreuve en remportant toutes les étapes. Toujours sponsorisé par le Crédit agricole, il a fait construire le catamaran Crédit agricole II en 1984 par le chantier Multiplast, puis le monocoque Crédit agricole III sur plan Guy Ribadeau Dumas pour le BOC 1986-1987 qu'il remporte à nouveau.
En 1989, Philippe de Villiers et lui organisent comme un défi avec quelques amis navigateurs la course Globe Challenge qui deviendra le Vendée Globe après le rachat du Globe Challenge par le conseil général de Vendée dirigée par Philippe de Villiers. En 1990, il participe à la première édition sur Crédit agricole IV, et finit quatrième. C'est son quatrième tour du monde en solitaire à la voile. Il annonce alors arrêter la course pour se consacrer à l'organisation de cette épreuve qui a lieu tous les quatre ans et à son chantier naval établi aux Sables-d'Olonne en Vendée. Cette entreprise (Jeantot Marine) construit des catamarans à voile de croisière, notamment la série Privilège. Jeantot Marine est repris en 1996 sous le nom Alliaura Marine.
Condamné une première fois en 2003 pour fraude fiscale, il est de nouveau poursuivi par la justice à partir de 2005, pour avoir détourné une partie des revenus de la société Sail Com organisatrice du Vendée Globe à son profit personnel. Il est condamné en mars 2007 à trois ans de prison avec sursis et 100 000 euros d'amende.
Par décret paru le 24 juin 2010 au Journal officiel, il est déchu de son grade de chevalier de la Légion d'honneur, obtenu en 1986 de chevalier de l'ordre national du Mérite, obtenu en 1978. Il est également radié de l'ordre du Mérite maritime par un décret du 17 février 2012, après être devenu chevalier de l'ordre le 29 août 1989.

## Palmarès
- 1982-1983 : BOC Challenge : 1er
- 1984 : Ostar : Abandon
- 1985 : Course de l'Europe : 1er
- 1986-1987 : BOC Challenge : 1er
- 1989-1990 : Vendée Globe : 4e
- 1990-1991 : BOC Challenge : 3e

## Hommage
Le groupe français Gold rend hommage à Philippe Jeantot dans sa chanson Capitaine abandonné (décembre 1985), en même temps qu'à Arnaud de Rosnay et à Philippe de Dieuleveult, disparus respectivement en 1984 et 1985.
Le 2 novembre 2024, le quai de l'amiral de la Gravière, situé aux Sables-d'Olonne en bordure de Port Olona, devient le quai Philippe Jeantot.

## Publications
- Trois océans pour une victoire, éditions Arthaud, Paris, 1983
- Vaincre autour du monde, éditions Arthaud, Paris, 1988
- Au bout de mes rêves, éditions Arthaud, Paris, 1991